# Stocarea energiei

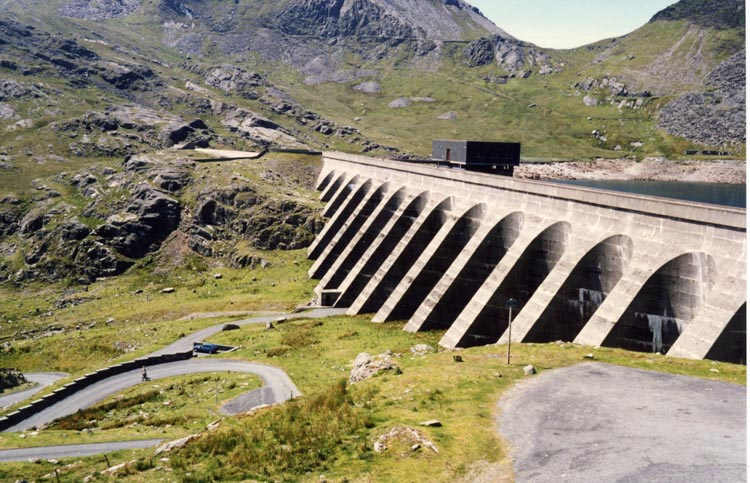
Barajul Llyn Stwlan al hidrocentralei cu pompaj Ffestiniog Power Station din Țara Galilor. Centrala inferioară are patru turbine de apă care pot genera un total de 360 MW de energie electrică timp de câteva ore, un exemplu de stocare și conversie artificială a energiei.

Stocarea energiei este captarea energiei produsă la un moment dat pentru a fi utilizată ulterior pentru a reduce dezechilibrele dintre cererea și producția de energie. Un dispozitiv care stochează energie se numește, în general, acumulator⁠(d) sau baterie. Energia vine sub mai multe forme, inclusiv radiații, energie chimică, potențial gravitațional⁠(d), potențial electric, electricitate, temperatură ridicată, căldură latentă și energie cinetică. Stocarea energiei implică conversia energiei din forme greu de stocat în forme mai comode sau mai convenabile din punct de vedere economic.
Unele tehnologii asigură stocarea energiei pe termen scurt, în timp ce altele o pot stoca mult mai mult timp. Actual, cantități mari de energie se pot stoca în lacurile de acumulare ale hidrocentralelor, atât ale celor convenționale, cât și ale celor cu pompaj. Stocarea energiei în rețea⁠(d) este o colecție de metode utilizate pentru stocarea energiei electrice pe scară largă în cadrul unei rețele electrice.
Exemple obișnuite de stocare a energiei sunt bateriile reîncărcabile, care stochează energie sub formă de energie chimică ușor convertibilă în energie electrică pentru a opera un telefon mobil; barajele hidrocentralelor, care stochează energie într-un lac de acumulare ca energie potențială gravitațională și depozitarea gheții, care stochează gheața produsă cu energie mai ieftină pe timp de noapte pentru a satisface cererea maximă de răcire din timpul zilei. Combustibilii fosili, cum ar fi cărbunele și benzina stochează energie străveche captată din lumina Soarelui de către organismele care au murit mai târziu, au fost îngropate și, în timp, au fost apoi transformate în acești combustibili. Mâncarea (care este făcută prin același proces ca și combustibilii fosili) este o formă de energie stocată sub formă chimică.

## Metode

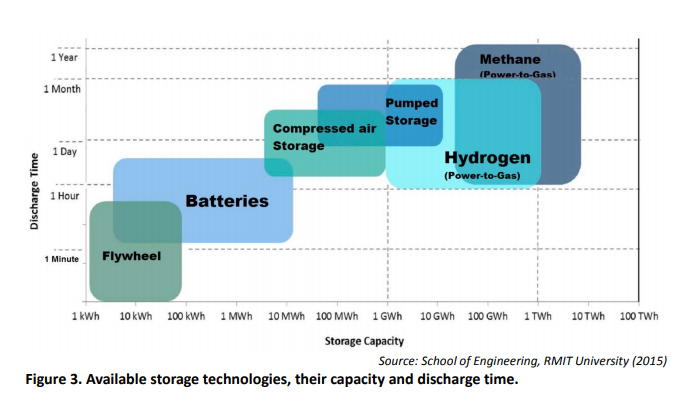
Comparație între diferite tehnologii de stocare a energiei

Lista următoare cuprinde diferite tipuri de stocare a energiei.
- Combustibili fosili
- Mecanice

- Acumulator hidraulic
- Aer comprimat
- Arc
- Dilatare termică
- Locomotivă fără foc
- Masă gravitațională
- Lac de pompare
- Volanți

- Electrice, electromagnetice

- Bobină
- Condensator electric
- Supercondensator
- Sistem supraconductor

- Biologice

- Amidon
- Glicogen

- Baterii electrochimice

- Baterie de acumulatori
- Baterie electrică
- Baterie reîncărcabilă

- Termice

- Acumulator de abur
- Amestec eutectic
- Bazin cu apă solar
- Gheață
- Înmagazinarea sezonieră a energiei termice
- Materiale criogenice
- Materiale cu schimbare de fază
- Materiale de construcție
- Săruri topite

- Chimice

- Apă oxigenată
- Biocombustibil
- Gaze produse prin electroliză
- Hidrați
- Hidrogen